# Vincent-Immanuel Herr
Vincent-Immanuel Herr (Hamburgo, 10 de octubre de 1988) es un activista, historiador y feminista alemán.

## Vida personal
Vincent-Immanuel Herr asistió al Goethe-Gymnasium en Berlín y luego estudió historia y sociología en los Estados Unidos.

## DiscoverEU
En 2015, Herr inició la campaña Interrail Gratis junto con Martin Speer con el objetivo de convencer a la Comisión Europea de que presentara un billete Interrail gratuito para todos los ciudadanos de la UE cuando cumplieran 18 años. 
La iniciativa recibió una gran atención de los medios y fue apoyada por políticos de varios partidos y una mayoría de la sociedad alemana. Después de un proyecto piloto en 2018 con 15 000 billetes Interrail gratuitos, la Comisión Europea planeó proporcionar hasta 700 millones de euros para DiscoverEU en el período 2021 a 2027.

## Premios
- "Berlin's Best", premio de la revista de la ciudad de Berlín Zitty, 2016[1]
- Nominado al "Oso Azul", Premio Europa de la Ciudad de Berlín 2017[2]
- Top 4 del "Premio Europeo de la Juventud Carlomagno" 2017
- Bayreuth Exemplary Award of the Bayreuth Dialogue 2017, el futuro foro para la economía, la filosofía y la sociedad
- Premio político 2017 por la campaña #FreeInterrail
- Premio Berlín Europa Oso Azul 2018
- Premio Jean Monnet para la Integración Europea 2018[3]
- Premio a la Innovación en Política 2018, Categoría: Calidad de Vida (junto con Alexander Graf Lambsdorff, Rebecca Harms, Martin Speer, Istvan Ujhelyi y Manfred Weber)
- Premio Good Lobby 2018, Categoría: Citizen Lobbyists of the Year, por la campaña Free Interrail
- Premio Ferroviario Europeo (galardón especial) por Free Interrail[4]